# Гирцель, Христофор
Христофор Генрих Гирцель (нем. Christoph Heinrich Hirzel; 22 марта 1828, Цюрих, Швейцария — 15 ноября 1908, Лейпциг) — швейцарский и немецкий химик, фармаколог, педагог, доктор наук (1852), профессор Лейпцигского университета (1865), изобретатель, редактор, издатель.

## Биография
В 1845—1849 изучал химию в Цюрихском университете. Позже работал ассистентом в химической лаборатории университета Лейпцига, в 1851 году стал доктором философии, в 1852 году — хабилитированный доктор фармацевтической химии в Лейпцигском университете.
В 1850—1860 — соредактор фармацевтического журнала «Zeitschrift für Pharmacie» и ежегодника «Jahrbuchs der Erfindungen und Fortschritte»
В 1867 года принял гражданство саксонского королевства. С 1880 представлял интересы Швейцарии в Германской империи, в качестве консула саксонских государств.
В 1890 — основатель и член фирмы по производству химико-технических средств в Лейпциге, изобрел ряд предметов и инструментов лабораторного оборудования. Получил патент на бездымное сжигание горючих газов и паров осветительного материала для всех типов ламп Арганта.
Преподавал курс химии в Лейпцигском университете, давал уроки в области естественных наук в нескольких школах и институтах Лейпцига.
Автор работ и учебников в области химии.

## Избранные публикации
- «Führer in die Chemie» (1852—1854);
- «Das Hauslexicon» (1858—1864);
- «Katechismus der Chemie» (6 изд. 1889);
- «Toilettenchemie» (4 изд. 1890);
- «Das Steinöl u. seine Producte» (1864);
- Справочник по неорганической химии. Лейпциг (1905–1909).

Издавал вместе с Гретшелем с 1865—1874 гг. «Jahrbuchs der Erfindungen und Fortschritte».

## Членство в научных обществах
- Член-корреспондент Вюрцбургского политехнического общества
- Член Лейпцигского научного общества
- Член научного общества Hall Nature
- Секретарь Политехнического общества
- Член правления Немецкого фармацевтического общества.